# Cerithium nesioticum
Cerithium nesioticum là một loài ốc biển, là động vật thân mềm chân bụng sống ở biển thuộc họ Cerithiidae.

vị thành niên

## Phân bố
The distribution của Cerithium nesioticum bao gồms Thái Bình Dương Ocean.